# Horst-Dieter Höttges
Horst-Dieter "Eisenfuss" Höttges (ibland enbart Horst eller Dieter Höttges), född 10 september 1943 i Mönchengladbach, Nordrhein-Westfalen, död 22 juni 2023 i Verden (Aller), Niedersachsen, var en tysk fotbollsspelare (försvarare). 
Höttges spelade i sin ungdom i Borussia Mönchengladbach som då fortfarande inte hade nått Bundesliga. Höttges flyttade till Werder Bremen där han blev tysk mästare 1965 och sedan fick debutera i landslaget. Höttges deltog i tre VM-slutspel och EM 1972 med medalj i samtliga turneringar.

## Meriter
- 66 A-landskamper för Västtyskland
- VM i fotboll: 1966, 1970, 1974
  - VM-guld 1974
  - VM-silver 1966
  - VM-brons 1970
- EM i fotboll: 1972
  - EM-guld 1972
- Tysk mästare 1965